# São Bento do Sul
Pour les articles homonymes, voir São Bento.
São Bento do Sul est une ville brésilienne du nord de l'État de Santa Catarina.

## Géographie
São Bento do Sul se situe par une latitude de 26° 15′ 00″ sud et par une longitude de 49° 22′ 44″ ouest, à une altitude de 838 mètres.
Sa population était de 74 797 habitants au recensement de 2010. La municipalité s'étend sur 496 km2.
Elle se trouve sur les hauts-plateaux du nord de Santa Catarina. Le point culminant de la municipalité est situé à 1 110 mètres d'altitude, non loin de la source des rivières Natal, rio da Vargem et Ribeirão da Pedra Alta, dans la localité de Rio Vermelho. Le point le plus bas descend jusqu'à 100 mètres, sur les rives du rio Humboldt, dans la localité de Bompland, à la frontière entre São Bento do Sul et Corupá.
La municipalité fait partie de la microrégion de São Bento do Sul, dans la mésorégion Nord de Santa Catarina.

### Climat
Le climat de la municipalité est plutôt agréable, avec une température moyenne de 16,3 °C. Les températures s'échelonnent cependant de 35 °C en été, à −5 °C en hiver sur les hauteurs. Les précipitations sont irrégulières et inégalement distribuées dans l'année.

### Relief
Le relief local est très accidenté, ce qui rend difficile la pratique de l'agriculture et entraine l'orientation de l'économie vers les activités industrielles et, récemment, vers le tourisme et les loisirs écologiques.

### Végétation
La ville se situe dans une région de transition entre la forêt atlantique, sur les pentes de la Serra do Mar et les champs de forêt subtropicale d'araucarias, ce qui lui vaut une flore et une faune très diversifiées.
La forêt atlantique est dominante dans les vallées des rivières Natal, Humboldt et Floresta, alors que sur les hauts-plateaux, elle se confond avec la forêt d'araucárias pour former la forêt ombrophile mixte, caractérisant clairement la zone de transition.
Ces types de végétation étaient prédominants dans la région jusqu'à une époque très récente. Ils sont aujourd'hui remplacés, du fait de l'activité humaine, par des étendues consacrées à l'agriculture, l'élevage, voire à la reforestation.

### Géologie
La formation géologique de la région du plateau de São Bento do Sul va du précambrien (avec un âge correspondant environ aux 3/4 des temps géologiques qui virent la formation du complexe cristallin brésilien) jusqu'à des zones de formation du cénozoïque d'existence bien plus récente (depuis le carbonifère jusqu'à aux ères tertiaires et quaternaires). Le cénozoïque correspond aux temps de la formation de la Serra do Mar et de submersion de la bande littorale.

## Histoire
L'histoire de São Bento do Sul est liée à celle de la Colônia Dona Francisca - actuelle ville de Joinville - entreprise privée de colonisation dirigée par la « Société Colonisatrice de 1849, à Hambourg » (Kolonisations Verein von 1849, in Hamburg en allemand), créée à Hambourg. Depuis cette colonie, diverses extensions furent créées. La première d'entre elles fut la nouvelle colonie située sur les rives du rio São Bento, qui deviendra plus tard la municipalité de São Bento do Sul.
Une des figures les plus importants de l'histoire locale est Carl August Wunderwald, pionnier et géomètre de la « Société Colonisatrice » qui explora la région et créa la « route de la montagne » (en portugais Estrada da Serra), aujourd'hui nommée route Dona Francisca.
Cette route relie la région de Joinville aux hauts-plateaux jusqu'à la ville de São Bento do Sul.

## Économie
L'économie de São Bento do Sul est essentiellement tournée vers l'industrie. Une part importante de l’arc industriel est en relation avec les industries du meuble en bois, qui exporte une grande partie de sa production. D'autres secteurs industriels notables sont la métallurgie de transformation, la filature, la céramique, les plastiques, etc.
Parmi les principales entreprises de la municipalité, il convient de citer « Condor », principale productrice de brosses à dent d'Amérique latine, parmi d'autres produits de beauté et d'hygiène corporelle.

## Administration

### Liste des maires
Depuis son émancipation de la municipalité de Joinville en 1883, São Bento do Sul a successivement été dirigée par :
- Francisco Bueno Franco
- João Figueiras de Camargo
- Ernesto Wolf
- Francisco Gery Kamiensky
- Antonio Maximiamo
- Agostinho Ribeiro da Silva
- Jorge Schlemm
- Pedro Gomes da Cruz
- Felippe Maria Wolff
- Alberto Malchitzky
- Paulo Parucker
- Manoel Gomes Tavares
- Luiz de Vasconcellos
- Hugo Fischer
- Pedro Raymundo Cominese
- Ernesto João Nunes
- Eduardo Virmond - 1933 à 1936
- Errnesto Venera dos Santos
- Wenzel Kahlhofer
- Joaquim de Salles
- Osmar Romão da Silva
- Waldomiro dos Santos
- Alexandre Weber
- Antônio Treml
- Henrique Schwarz
- Alfredo Diener
- Carlos Zipperer Sobrinho
- Darcy Olavo Moldenhauer
- Eugênio Estanislau Kurowski
- Otair Becker
- Ornith Bollmann
- Osvaldo Zipperer
- Odenir Osni Weiss
- Genésio Tureck
- Affonso Pscheidt
- Lourenço Schreiner
- Frank Bollmann
- Silvio Dreveck
- Fernando Mallon
- Magno Bollmann - 2009 à aujourd'hui

### Divisions administratives
La municipalité est constituée d'un seul district, siège du pouvoir municipal.

## Villes voisines
São Bento do Sul est voisine des municipalités (municípios) suivantes :
- Campo Alegre
- Jaraguá do Sul
- Corupá
- Rio Negrinho
- Piên dans l'État du Paraná